# دالة حسابية

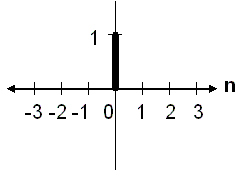

في نظرية الأعداد, دالة حسابية هي دالة (f(n قيمها أعداد حقيقية أو عقدية، عرفت على مجموعة الأعداد الطبيعية (أي مجموعة الأعداد الصحيحة الموجبة) والتي «تعبر عن خاصية حسابية ما للعدد n».
من الأمثلة عن الدوال الحسابية دالة القواسم التي تساوي مطبقةً على العدد الطبيعي n عدد قواسمه.

## الرموز المستعملة
انظر إلى رمز كرونكر.
{\displaystyle \sum _{p}f(p)\;}   و  {\displaystyle \prod _{p}f(p)\;}  , يعنيان على التوالي المجموع والجداء اللذين يمتدان على مجموعة الأعداد الأولية.
{\displaystyle \sum _{p}f(p)=f(2)+f(3)+f(5)+\cdots }     {\displaystyle \prod _{p}f(p)=f(2)f(3)f(5)\ldots .}
وبشكل مماثل، فإن   {\displaystyle \sum _{p^{k}}f(p)\;}   و  {\displaystyle \prod _{p^{k}}f(p)\;}   يعنيان على التوالي المجموع والجداء اللذين يمتدان على مجموعة قوى الأعداد الأولية حيث تكون القوة أكبر قطعا من الصفر(إذن، 1 ليس ضمن هاته المجموعة).
{\displaystyle \sum _{p^{k}}f(p)=f(2)+f(3)+f(4)+f(5)+f(7)+f(8)+f(9)+\cdots }
{\displaystyle \sum _{d|n}f(d)\;}   و   {\displaystyle \prod _{d|n}f(d)\;}   يعنيان على التوالي المجموع والجداء اللذين يمتدان على مجموعة قواسم n الموجبة بما في ذلك 1 و n نفسه. على سبيل المثال، إذا كان n مساويا ل 12 فإن:
{\displaystyle \prod _{d|12}f(d)=f(1)f(2)f(3)f(4)f(6)f(12).\ }
وقد تستعمل هذه الرموز مدمجة مع بعضها البعض.   {\displaystyle \sum _{p|n}f(p)\;}   و   {\displaystyle \prod _{p|n}f(p)\;}   يعنيان على التوالي المجموع والجداء اللذين يمتدان على مجموعة قواسم n الأولية. على سبيل المثال، إذا كان n مساويا ل 18، فإن
{\displaystyle \sum _{p|18}f(p)=f(2)+f(3),\ }
وبشكل مشابه،   {\displaystyle \sum _{p^{k}|n}f(p^{k})\;}   و   {\displaystyle \prod _{p^{k}|n}f(p^{k})\;}   يعنيان على التوالي المجموع والجداء اللذين يمتدان على مجموعة قوى الأعداد الأولية واللائي يقسمن العدد n. على سبيل المثال، إذا كان n مساويا ل 24، فإن
{\displaystyle \prod _{p^{k}|24}f(p^{k})=f(2)f(3)f(4)f(8).\ }

## الدوال ذات الصبغة الجداءية والدوال ذات صبغة الجمع
دالة حسابية a هي :
- ذات صبغة جمع بصفة كاملة إذا توفر (a(mn) = a(m) + a(n بالنسبة لأي عددين طبيعيين m و n.
- ذات صبغة جداءية بصفة كاملة إذا توفر (a(mn) = a(m)a(n بالنسبة لأي عددين طبيعيين m و n.

للتذكير، عددان أوليان فيما بينهما هما عددان طبيعيان قاسمهما المشترك الأكبر هو الواحد. أي أنه لا وجود لعدد أولي يقسمهما معا في آن واحد.
وأيضا، دالة حسابية a هي :
- ذات صبغةِ جمع إذا توفر (a(mn) = a(m) + a(n بالنسبة لأي عددين طبيعيين m و n أوليين فيما بينهما.
- ذات صبغةٍ جداءية إذا توفر (a(mn) = a(m)a(n بالنسبة لأي عددين طبيعيين m و n أوليين فيما بينهما.

## الدوال ذات الصبغة الجداءية

### (φ(n – دالة مؤشر أويلر
(φ(n, دالة مؤشر أويلر، هي عدد الأعداد الصحيحة الموجبة الأصغر من n والأولية معه.
{\displaystyle \varphi (n)=n\prod _{p|n}\left(1-{\frac {1}{p}}\right)=n\left({\frac {p_{1}-1}{p_{1}}}\right)\left({\frac {p_{2}-1}{p_{2}}}\right)\ldots \left({\frac {p_{\omega (n)}-1}{p_{\omega (n)}}}\right).}

### (Jk(n – دالة مؤشر جوردان
هي تعميم لمؤشر أويلر.

### (μ(n - دالة موبيوس
(μ(n، دالة موبيوس دالة مهمة بسبب صيغة العكس لموبيوس. انظر إلى التفاف دركليه أسفله.
{\displaystyle \mu (n)={\begin{cases}(-1)^{\omega (n)}=(-1)^{\Omega (n)}&{\mbox{if }}\;\omega (n)=\Omega (n)\\0&{\mbox{if }}\;\omega (n)\neq \Omega (n).\end{cases}}}
هذا يعني أن μ(1) = 1. (لأن Ω(1) = ω(1) = 0.).

## الدوال ذات الصبغة الجداءية بصفة كاملة

### (λ(n - دالة ليوفيل
(λ(n, دالة ليوفيل، تعرف بالصيغة التالية :
{\displaystyle \lambda (n)=(-1)^{\Omega (n)}.\;}

### (χ(n - الحروف
كل حروف دركليه (χ(n, هي دوال ذات صبغة جداءية بصفة كاملة.